# Rufio Festo
Rufio Festo (in latino Rufius Festus; fl. metà del IV secolo) è stato un funzionario e storico romano.

## Biografia
Fu funzionario di corte (magister memoriae) e proconsole dell'Africa sotto l'imperatore Valente. Viene anche identificato con il Festus Tridentinus anche se gli studiosi sono divisi su questo punto.

## Breviarium
L'unica opera che Rufio Festo scrisse fu un Breviarium rerum gestarum populi Romani, compendio della storia di Roma dalle origini al 364. Nella brevissima prefazione e nell'epilogo, indirizzati proprio a Valente, egli spiega le ragioni dell'opera e ci permette anche di situarne l'epoca di redazione:
Dalla fondazione della città alla nascita della Vostra Perpetuità, con cui a Roma è stato assegnato un imperium molto prospero, sono calcolati 1.117 anni.»
(Festo, Breviarium, I-II 1 - trad. A. D'Andria)
L'opera, scritta in occasione della campagna contro i persiani al 371, è la prima ad analizzare la formazione dell'impero intesa come progressiva acquisizione dei territori provinciali nella sfera d'influenza romana. Tuttavia, nonostante quest'interessante visuale, il Breviarium, che si presenta come concorrente dell'omonima e contemporanea opera di Eutropio, è di livello assai scarso.